# Hélène Grégoire (comédienne)
Pour les articles homonymes, voir Hélène Grégoire et Grégoire.
Hélène Grégoire, née en juin 1951 à Saint-Georges de Beauce, est une actrice et metteuse en scène québécoise.

## Biographie[2]
Hélène Grégoire est née à Saint-Georges de Beauce, et sa famille déménage à Montréal lorsqu’elle était très jeune. Lors de ses études en sciences pures au CEGEP Bois de Bologne à Montréal, elle fait ses premières mises en scène. A la télévision, les auditeurs de Watatatow visitent régulièrement la cuisine de Ginette Laurin, la mère d’Émilie, rôle qu’Hélène a incarné durant 13 ans. Elle a également fait partie de plusieurs productions québécoises, telles que Sortez-moi de moi, Arène 11, Fragile, District 31, Rupture, Trauma, Toute la vérité, Yamaska, Tohu Bohu, Ces Enfants d’ailleurs, Scoop II, Entre chien et loup et Les Bergers.
Mais le rôle marquant pour Hélène a été celui de Soeur Marie dans Les Orphelins de Duplessis, d’autant plus qu’il lui a valu une nomination pour un Prix Gémeaux dans la catégorie Meilleure Actrice en 1997 et le prix de la meilleure interprétation féminine au Festival International des productions audio visuels (FIPA – Biarritz, France) en 1998.
Pour cette lauréate qui a aussi mis l'accent sur le cinéma avec entre autres, Merci pour tout de Louise Archambault, Bananas from Sunny Quebec, Quest for Fire, La Turbulence des Fluides de Manon Briand et le dernier film de Jean-Marc Vallée, C.R.A.Z.Y. Le Théâtre a fait battre son coeur lors de sa participation au TNM dans la pièce de Normand Chaurette Stabat Mater II et réalisa ainsi un de ses vieux rêves, soit celui de se produire sur les planches de ce prestigieux théâtre.
Hélène Grégoire a travaillé également en collaboration avec l’école de chant Prochant; elle y a monté 10 comédies musicales sans parler des nombreux ateliers d’interprétation qu’elle a donnée. Elle a aussi la passion de la peinture et de l’écriture. On peut dire que le domaine des arts est son centre d’intérêts dans sa vie.

## Filmographie et autres activités

### Télévision
- Sorcières 1 , 2 / Gaétane Rivard (Récurrent)  / Miryam Verreault / Amalga 2023-2024
- Stat Saison 1 / Marthe Gervais (1er) / Variés / Aetios / SRC
- Révoltés / Diane (1er) / Louis Choquette / Aetios Productions
- Lac Noir, Saison 1 / Préposée au Presbytère (1er) /  Frédérik D’amour / Pixcom
- Sortez-moi de moi / Mère de Mélanie (2e) / Alexis Durand-Brault / Also / Crave
- Fragile / Irène (2e) /  Claude Desrosiers / Amalga / SRC
- O Saison 7 / Cliente (2e) / Frédérik d'Amours / Somivage / TVA
- District 31 Saison 2 /  Madame Harel (1er) / Variés / Aetios / SRC
- Trop Saison 2 / Patiente Hôpital (1er) / Louise Archambautl / Sphère Média / SRC
- Catastrophe Saison 2 / Sage-Femme (2e) /  Louise Archambault / Ir2d / Super Écran
- Ruptures Saison 1 & 3 / Madame Jean (1er) / Mariloup Wolfe / Aetios / SRC
- 30 Vies / Grand-Mère (1er) / Myriam Boucher / Aetios / SRC
- La Vie Parfaite / Préposée Auberge (2e) / Louis Choquette / Attractions Média / Src
- Tactik Saison 5 & 6 / Mme Loiseau (1er) / Stéphan Joly / Vivaclic / Télé-Québec
- Estelle / Préposée Auberge (2e) / Louis Choquette / Attractions Média / SRC
- Trauma Saison 3 / Tante Guylaine (Continuité) / François Gingras / Aetios /SRC
- Yamaska Saison 3 / Femme De Chambre (1er) / Louise Forest / Duo Productions / TVA
- Toute la vérité /  Mariette Leveillé (1er) / Brigitte Couture / Sphère Média / TVA
- Le Club des doigts croisés / Mme Lapointe (1er) / Richard Lahaie / La Presse Télé
- La Galère, Saison 1 & 2 / Ginette (1er) / Alexis Durand Brault / Cirrus
- Annie et ses hommes, Saison 7 / Infirmière (1er) / Richard Lahaie / Sphère Média
- Un tueur si proche, Saison 6 / Denise Morelle (2e) / Chantal Limoges / Pixcom
- Providence, Saison 4 / Mme Laplante (1er) / Regent Bourque / Sphère Média
- Miss Météo / Madame Dugas (1er) / Frédérik D’amours / Christal Productions
- Prank Patrol / Granny (Principal) / Casey Walker / M.W.W. Enterprises
- Virginie, Saison 10 / Mère De Patrick (1er) / Richard Lalumiere /Aetios/SRC
- Écoute ton cœur / Madame (1er) / Richard Lahaie / Publivision
- Vice caché, Saison 2 / La Dame (1er) / Claude Desrosiers / Sphère Média/Tva
- 3 X rien / Armande (1er) / Nicolas Monette / Avanti / Tqs
- L’auberge Du Chien Noir Saison 4 / Tireuse De Carte (1er) / Anne Sénécal / SRC
- Watatatow # 2 À 14 / Ginette Laurin (Continuité) /  R. Lalumière, R. Lahaie / Publivision
- Ruines babines / La Femme Du Chasseur (1er) / Annie Gagné / Inis
- Tohu bohu, Saison 1 & 2 / Mère Michel (Continuité) / C. Boucher/S. Joly / Sogestalt /SRC
- Les orphelins de Duplessis / Sœur Marie (Rôle-Titre)/ Johanne Prégent / TeleAction /SRC
- Ces enfants d’ailleurs / Dame Croix Rouge (2e) / Jean Beaudin / Néo Films / TVA
- Jasmine / Mère (1er) / Jean-Claude Lord / Blooms Films / TVA
- Le volcan tranquille / Femme (2e) / Regent Bourque / SRC
- Entre chien et loup / Continuité / Claude Colbert / Télé – Métropole
- Semi détaché / Continuité / Roger Legault / Télé – Métropole
- Belle rive / Evelyne Mathieu (Continuité) / Jean-Louis Sueur / Télé – Métropole
- Les Berger / Ginette (Continuité) / Jean-Louis Sueur / Télé – Métropole
- Y’a pas de problème / Marcelle (2e) / René Verne / SRC

### Cinéma
- Merci pour tout / Dame Retraitée (2e) / Louise Archambault / Amalga Créations Films
- Monsieur Lazhar / Gardienne (2e) / Philippe Falardeau / Microscope
- Les équilibristes (Documentaire) /  Garde / Violette Daneau / Films du Rapide Blanc
- Mort de rire / Lyne / Marilène Niquette
- La trappe (Court) / Femme / Alexandre Aguer / Jampack
- Kiss Daddy for me / Mère / Garry Gagnon / Trone Productions
- C.R.A.Z.Y.  / Madame Chose (1er) / Jean-Marc Vallée / Cirrus
- La turbulence des fluides / Dame Aux Arbres (1er) / Manon Briand / Max Films
- Manège / Femme (1er) / Ann Arson / Velvet Caméra
- Bananas From Sunny Quebec /  Woman (Principal) / Peter Pearson / Prisma
- La guerre du feu / Ulam Tribe (1er) / Jean-Jacques Annaud / J. Dorfman Prod.
- Ça peut pas être l’hiver… / Serveuse (1er) / Louise Carré

### Théâtre
- Parfum de crime / Mme Robinson / Francis Vachon / Théâtre Des Hirondelles
- Un avocat au dessert / Margot / Denis Larocque / Théâtre Des Hirondelles
- Scaramouche /  Mme Pascal & La Bourgeoise / Jean Leclerc / Théâtre Denise Pelletier
- Ce soir on danse (Musicale) / Maxine Claude Gagnon / Le Groupe Audubon
- Stabat Mater II / Mère / Lorraine Pintal / Tnm
- Lit à temps partagé / Thérèse Robert Lavoie / Théâtre des Hirondelles
- Rêve d’une nuit d’hôpital / Multiples / Gérard Poirier / Théâtre De Quat’sous
- Le défunt / Julie / Hélène Grégoire / Festival de Théâtre de Montréal

### Metteur en Scène / Comédie Musicale
- Grease / Les événements Prochant / Maison de la culture Janine-Sutto, Montréal
- Rock And Nonne / Les Événements Prochant / Maison de la culture Janine-Sutto, Montréal
- Chicago / Les Événements Prochant / Maison de la culture Janine-Sutto, Montréal
- Hair / Les Événements Prochant / Maison de la culture Janine-Sutto, Montréal
- La Boutique Cantique / Les Événements Prochant / Maison de la culture Janine-Sutto, Montréal
- Les Misérables / Les Événements Prochant / Maison de la culture Janine-Sutto, Montréal
- Un Violon Sur Le Toit / Les Événements Prochant / Maison de la culture Janine-Sutto, Montréal
- La Nuit À L’autel / Les Événements Prochant / Maison de la culture Janine-Sutto, Montréal
- La Boutique Cantique / Les Événements Prochant / Maison de la culture Janine-Sutto, Montréal
- Les Innocents / Les Événements Prochant / Maison de la culture Janine-Sutto, Montréal
- La Chatte Sur Un Toit Brûlant / CEGEP - Bois de Boulogne / CEGEP en tournée
- Désir Sous Les Ormes / CEGEP - Bois de Boulogne / CEGEP en tournée